# Liste des épisodes d'Epic Rap Battles of History
Pour un article plus général, voir Epic Rap Battles of History.
Cet article dresse une liste des épisodes d'Epic Rap Battles of History.

## Saison 1 (2010-2011)
Les nombres de vues sont ceux arrêtés au 12 avril 2019.
| no | Ép. | Titre                                    | Date d'exposition | Durée (min:s) | Vues (Mio) | Compétiteurs et autres protagonistes présents |
| -- | --- | ---------------------------------------- | ----------------- | ------------- | ---------- | --- |
| 1  | 1   | John Lennon vs. Bill O'Reilly            | 26 septembre 2010 | 1:37          | 38,5       | John Lennon, le chanteur et fondateur des Beatles (Nice Peter) contre Bill O'Reilly (EpicLLOYD), le présentateur télévisé conservateur de FOX News. |
| 2  | 2   | Darth Vader vs. Hitler                   | 10 octobre 2010   | 1:40          | 100,1      | Dark Vador, le seigneur Sith des armées de l'Empire intergalactique dans la saga Star Wars (Nice Peter) contre le Führer et l'homme d'État allemand Adolf Hitler (EpicLLOYD). Hitler finit congelé, à l'instar de Han Solo dans l'épisode V de Star Wars. |
| 3  | 3   | Abe Lincoln vs. Chuck Norris             | 8 décembre 2010   | 2:07          | 80         | Le seizième président des États-Unis Abraham Lincoln (Nice Peter) contre l'acteur américain Chuck Norris (EpicLLOYD). |
| 4  | 4   | Sarah Palin vs. Lady Gaga                | 11 janvier 2011   | 2:25          | 47,2       | L'américaine républicaine Sarah Palin (Lisa Donovan (en)) contre la chanteuse popstar démocrate Lady Gaga (Nice Peter). EpicLLOYD joue dans un plan très court le rôle de John McCain, le candidat républicain à la présidence américaine de 2008. |
| 5  | 5   | Hulk Hogan and Macho Man vs. Kim Jong-il | 2 février 2011    | 2:38          | 45,8       | Le dirigeant suprême de la Corée du Nord Kim Jong-il (Tim Delaghetto) contre les deux catcheurs américains Hulk Hogan (Nice Peter) et Randy Savage (EpicLLOYD). |
| 6  | 6   | Justin Bieber vs. Beethoven              | 2 mars 2011       | 2:28          | 97         | Le compositeur allemand du XVIIIe siècle Ludwig van Beethoven (Nice Peter) contre le chanteur pop canadien Justin Bieber (Alex Farnham). Au second plan, EpicLLOYD incarne succinctement Jean-Sébastien Bach. |
| 7  | 7   | Albert Einstein vs. Stephen Hawking      | 30 mars 2011      | 2:35          | 121,3      | Albert Einstein le physicien théoricien allemand (Zach Sherwin (en)) contre Stephen Hawking le physicien théoricien anglais (Nice Peter) accompagné de Carl Sagan (EpicLLOYD). |
| 8  | 8   | Genghis Khan vs. Easter Bunny            | 20 avril 2011     | 1:57          | 41,8       | Le fondateur de l'Empire mongol Gengis Khan (EpicLLOYD) et sa horde de guerriers ravageurs contre le lapin de Pâques (Nice Peter) et sa horde de rongeurs ravageurs, tous ayant essaimé partout dans le monde. Figurent aussi Aaron Zaragoza en Jésus Christ, Dante Cimadamore en Jésus Quintana (dans le film The Big Lebowski), Kurt en Jésus dans Un homme nommé Jésus, et Jon Na en descendants de Genghis Khan's. - C'est l'épisode où l'échange est le plus court (1 min 11 s) de toute la série. |
| 9  | 9   | Napoleon vs. Napoleon                    | 18 mai 2011       | 2:19          | 51,8       | L'empereur des Français Napoléon Ier (EpicLLOYD) contre le lycéen Napoleon Dynamite du film de même nom (Nice Peter). |
| 10 | 10  | Billy Mays vs. Ben Franklin              | 23 juin 2011      | 2:30          | 43,7       | Le père fondateur des États-Unis et inventeur Benjamin Franklin (EpicLLOYD) contre l'animateur de télé-achat Billy Mays (Colin J. Sweeney). Un autre animateur publicitaire, Vince Offer (Nice Peter), connu pour vendre des produits de ménage, vient le remplacer quand il meurt d'une crise cardiaque en plein combat. Pat McIntyre figure fugitivement George Washington. |
| 11 | 11  | Gandalf vs. Dumbledore                   | 14 juillet 2011   | 2:10          | 53,7       | Le sorcier Gandalf (EpicLLOYD), le vieux sage de la série Le Seigneur des anneaux contre le sorcier Dumbledore (Nice Peter), le directeur de l'école de sorcellerie Poudlard dans la série Harry Potter. Gilderoy Lockhart est interprété par Pat McIntyre. |
| 12 | 12  | Dr. Seuss vs. Shakespeare                | 17 août 2011      | 2:51          | 92,2       | L'écrivain américain (de livres pour enfants) Dr. Seuss (Mickey Meyer), aidé du chat chapeauté (Nice Peter) et de la chose 1 et la chose 2 (EpicLLOYD), contre le poète anglais William Shakespeare (George Watsky). |
| 13 | 13  | Mr. T vs. Mr. Rogers                     | 14 septembre 2011 | 2:11          | 79,3       | L'acteur et catcheur Mister T. (DeStorm Power (en)) contre l'animateur Mister Rogers (Nice Peter) de son spectacle télévisé pour la jeunesse Mister Rogers' Neighborhood. EpicLLOYD joue sommairement Mister McFeely (joué par David Newell (en) dans l'émission de Mister Rogers), ainsi que John Smith « Hannibal », Henry Murdock « Looping » et Templeton Peck « Futé » de L'Agence tous risques. Vince Horiuchi joue la doublure de Mister Rogers en danseur hip-hop.                              |
| 14 | 14  | Christopher Columbus vs. Captain Kirk    | 10 octobre 2011   | 2:28          | 40,7       | L'explorateur et capitaine de vaisseau espagnol, Christophe Colomb (Nice Peter) contre le captaine de vaisseau intergalactique de Star Trek, Kirk (EpicLLOYD). Spock est interprété par Gharaibeh, Sulu par Jon Na et Mary Gutfleisch incarne une extraterrestre molestée par Kirk. |
| 15 | 15  | Nice Peter vs. EpicLLOYD                 | 18 novembre 2011  | 2:50          | 38,6       | Nice Peter et EpicLLOYD se disputent entre eux. Kassem G (en) vient les réconcilier. On voit aussi les deux belligérants dans plusieurs de leurs personnages précédemment joués. |

## Saison 2 (2011-2013)

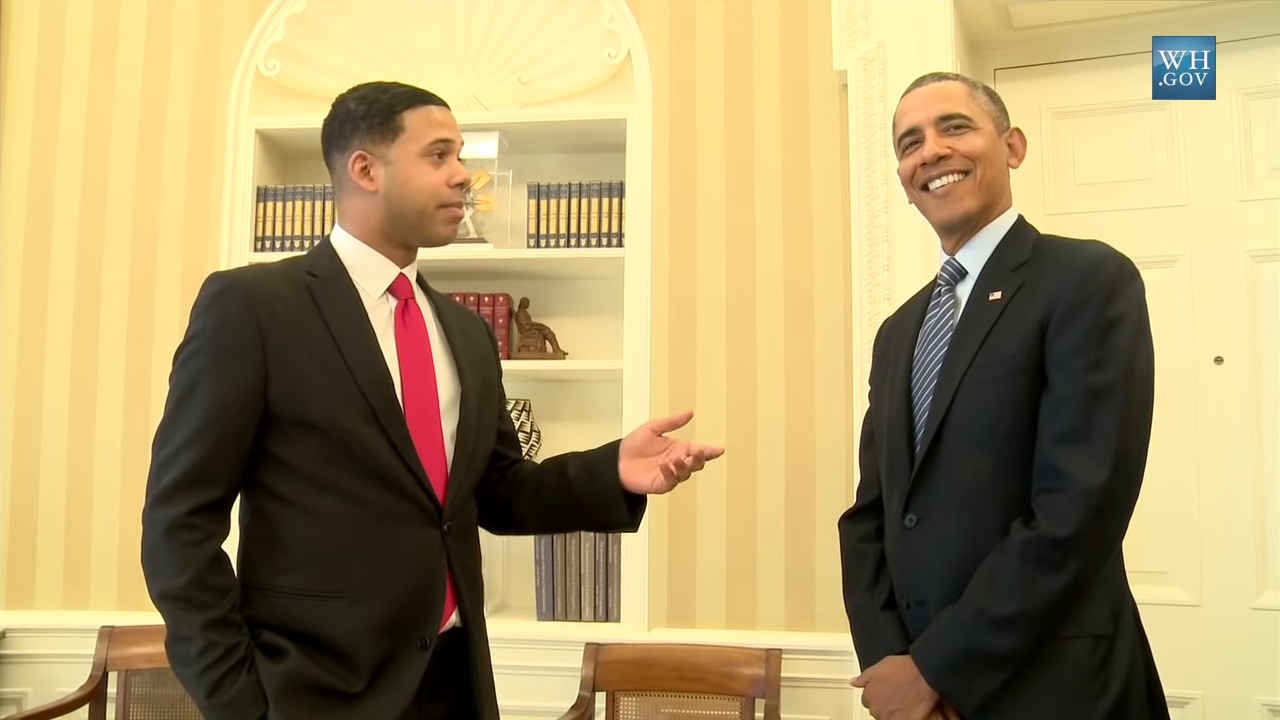
Iman Crosson, imitateur sur Internet de Barack Obama, en présence du modèle original.

La battle Barack Obama vs Mitt Romney de la seconde saison (épisode 8) est la plus regardée, toutes saisons confondues, avec plus de 148 millions de vues en mars 2020, suivie de près par Steve Jobs vs. Bill Gates, de presque 141 millions de vues.
Les nombres de vues sont ceux arrêtés au 12 avril 2019.
| no | Ép. | Titre                             | Date d'exposition | Durée (min:s) | Vues (Mio) | Compétiteurs et autres protagonistes présents |
| -- | --- | --------------------------------- | ----------------- | ------------- | ---------- | --- |
| 16 | 1   | Hitler vs. Vader 2                | 8 décembre 2011   | 2:41          | 88,8       | Dark Vador (Peter Shukoff) donne une seconde chance à Adolf Hitler (Lloyd Ahlquist) qu'il avait figé dans de la carbonite auparavant dans l'épisode 2 de la saison précédente. Sont aussi présents Stephen Hawking (Nice Peter), déjà apparu dans l'épisode 7 de la saison précédente, Morgan Cristensen en qualité de stormtrooper et Verona Blue en Boushh, la princesse Leia déguisée en chasseuse de prime. |
| 17 | 2   | Master Chief vs. Leonidas         | 31 janvier 2012   | 2:11          | 102,2      | Master Chief (Nice Peter), le personnage du jeu vidéo Halo, contre Léonidas Ier de Sparte (Jesse Welle), le roi des Sparte. Dans le film 300. Jeana est Gorgô, femme de Léonidas ; EpicLLOYD incarne Pleistarchos (à l'âge de six ans) et double la voix de Léonidas. Gabe Michael et Dante Cimadamore jouent des guerriers spartiates. |
| 18 | 3   | Mario Bros. vs. Wright Bros.      | 16 février 2012   | 1:45          | 94,8       | Les frères Mario et Luigi (EpicLLOYD et Nice Peter), les deux personnages de jeu vidéo Nintendo, contre les frères Wright, Orville et Wilbur (Rhett McLaughlin et Link Neal), les deux pionniers de l'aviation. Ceciley Jenkins fait une courte apparition en tant que Princesse Peach. |
| 19 | 4   | Michael Jackson vs. Elvis Presley | 2 avril 2012      | 2:16          | 77,9       | The King of Pop, le roi de la pop, Michael Jackson (en enfant : Bentley Green, en adulte : Nice Peter) contre The King, le roi du rock & roll, Elvis Presley (EpicLLOYD). Bentley Green joue aussi en un bref instant le rôle de Dorothy « Tootie » Ramsey de la série télévisée Drôle de vie. |
| 20 | 5   | Cleopatra vs. Marilyn Monroe      | 7 mai 2012        | 1:45          | 81,5       | Marilyn Monroe, star du cinéma et l’icône du XXe siècle (Kimmy Gatewood), contre Cléopâtre, la reine d'Égypte antique (Angela Trimbur). Apparition fugace de Kassem G (en), d'EpicLLOYD dans l'incarnation de Marlon Brando, et de Nice Peter dans celle de John F. Kennedy. |
| 21 | 6   | Steve Jobs vs. Bill Gates         | 14 juin 2012      | 2:47          | 133,6      | Bill Gates, le fondateur de la société Microsoft et les systèmes d'exploitations Windows (EpicLLOYD), contre Steve Jobs, le fondateur de la société d'Apple et les systèmes d'exploitations Apple OS (Nice Peter). Alors que Steve Jobs meurt (il « s'en va faire des profits jusqu'au Ciel »), l'ordinateur HAL 9000 du film 2001, l'Odyssée de l'espace (voix de Nice Peter), qui annonce qu'il tourne sous Linux, le remplace dans la confrontation verbale avec Bill Gates. |
| 22 | 7   | Frank Sinatra vs. Freddie Mercury | 1 octobre 2012    | 2:12          | 57,8       | Le crooner américain Frank Sinatra (EpicLLOYD) contre le chanteur et leader anglais du groupe Queen, Freddie Mercury (Nice Peter). Tay Zonday incarne fugitivement Sammy Davis junior. |
| 23 | 8   | Barack Obama vs. Mitt Romney      | 15 octobre 2012   | 3:09          | 143,4      | Le candidat républicain Mitt Romney (Lloyd Alquist) contre le président démocrate Barack Obama (Iman Crosson (en), connu aussi par son surnom d'Alphacat) lors de l'élection présidentielle américaine de 2012. Abraham Lincoln (Peter Shukoff), descendu d'un aigle chauve (animal emblème des États-Unis), les interrompt. Peter avait déjà incarné le président Lincoln dans l'épisode 3 de la première saison. |
| 24 | 9   | Doc Brown vs. Doctor Who          | 29 octobre 2012   | 2:05          | 56,3       | Le Docteur Emmett Brown (Zach Sherwin (en)) de la trilogie Retour vers le futur contre Le Docteur (Nice Peter) de la série britannique Doctor Who. Nice Peter est l'incarnation du dixième Docteur, George Watsky est celle du quatrième Docteur, tandis qu'EpicLLOYD incarne Marty McFly. Les deux docteurs s'affrontent pour que le nom du vrai maître du temps soit révélé. |
| 25 | 10  | Bruce Lee vs. Clint Eastwood      | 12 novembre 2012  | 1:50          | 65,7       | Bruce Lee (Mike Diva), l'expert des arts martiaux et acteur chinois, contre l'acteur de western américain Clint Eastwood (Lloyd Alquist). Peter Shukoff incarne un cow-boy moustachu. Il s'agit d'un combat « Est contre Ouest ». Xin Wuku double les cascades de Bruce Lee. |
| 26 | 11  | Batman vs. Sherlock Holmes        | 27 novembre 2012  | 2:49          | 71,2       | Le détective héros de roman Sherlock Holmes (Zach Sherwin (en)), aidé de son fidèle docteur Watson (Kyle Mooney), contre les super héros de comics : Batman (Nice Peter) et son jeune assistant Robin (EpicLLOYD). |
| 27 | 12  | Moses vs. Santa Claus             | 10 décembre 2012  | 2:20          | 82,7       | Moïse, le fondateur de la religion juive, (Snoop Dogg), contre le Père Noël (Nice Peter), accompagné de trois de ses lutins, tous incarnés par EpicLLOYD. Elena Diaz et Monica Weitzel apparaissent furtivement en dames de compagnie de Moïse. |
| 28 | 13  | Adam vs. Eve                      | 11 février 2013   | 2:02          | 69,9       | Adam (EpicLLOYD), le premier homme (selon la Bible) contre la première femme Ève (Jenna Marbles). |
| 29 | 14  | Gandhi vs. Martin Luther King Jr. | 25 février 2013   | 1:32          | 76,2       | Le pasteur afro-américain Martin Luther King (Jordan Peele) affronte le Mahatma indien Gandhi (Keegan-Michael Key), tous deux leaders de la non-violence. Nice Peter est en prêcheur dans la foule de la Marche pour l'indépendance de l'Inde (avec Jose Molina, Dante Cimadamore, Rafael Serrano, Abisai Flores, Brian Fisher et Atul Singh), EpicLLOYD (avec une cravate) se retrouve aux côtés de Martin Luther King dans la foule de la Marche pour l'égalité des droits civiques (accompagné de Nikki Jenkins, Davina Friedlander, Ifechukude Nwadiwe, Rique Castilloveitia, Nic Parris, Clarence L. Gaines IV, Jose Mendoza et Donnie McMillin). |
| 30 | 15  | Nikola Tesla vs. Thomas Edison    | 11 mars 2013      | 1:57          | 43,2       | L'inventeur américain et créateur de l'ampoule électrique Thomas Edison (EpicLLOYD) cherche à foudroyer l'ingénieur serbe Nikola Tesla et ses découvertes en électricité et électromagnétisme (Tesla joué par Dante Cimadamore et doublé par Nice Peter). |
| 31 | 16  | Babe Ruth vs. Lance Armstrong     | 25 mars 2013      | 1:55          | 34,9       | Babe Ruth, l'Américain champion légendaire joueur de baseball (EpicLLOYD) contre l'Américain Lance Armstrong, ex-champion légendaire coureur cycliste du Tour de France (Nice Peter). |
| 32 | 17  | Mozart vs. Skrillex               | 8 avril 2013      | 2:09          | 98,4       | Mozart, « l'enfant prodige », compositeur autrichien de musique classique du XVIIIe siècle (NicePeter) contre le jeune chanteur moderne et compositeur « prodige » de musique électronique Skrillex (EpicLLOYD). |
| 33 | 18  | Rasputin vs. Stalin               | 22 avril 2013     | 3:38          | 102        | Grigori Raspoutine, le guérisseur et mystique russe (Nice Peter), défie l'homme d'État soviétique Joseph Staline (EpicLLOYD), le révolutionnaire communiste Vladimir Lénine (Nice Peter), le dernier président d'URSS Mikhaïl Gorbatchev (EpicLLOYD) et le président de la Russie Vladimir Poutine (Nice Peter) s'invitent au cours de la joute verbale. Chaque personnages russe se confronte l'un après l'autre ; c'est la première battle à cinq combattants. Le danseur russe Mikhaïl Barychnikov (PewDiePie – Felix Kjellberg –) fait une brève apparition. C'est également un clin d'œil à la fin de la saison 1, où dans le dernier épisode un « commentaire » de Vladimir Poutine disait que s'il n'y avait pas de personnage russe dans la saison 2, il « tuerait Nice Peter de ses propres mains ». |

## Saison 3 (2013-2014)
Les nombres de vues sont ceux arrêtés au 12 avril 2019.
| no | Ép. | Titre                                 | Date d'exposition | Durée (min:s) | Vues (Mio) | Compétiteurs et autres protagonistes présents |
| -- | --- | ------------------------------------- | ----------------- | ------------- | ---------- | --- |

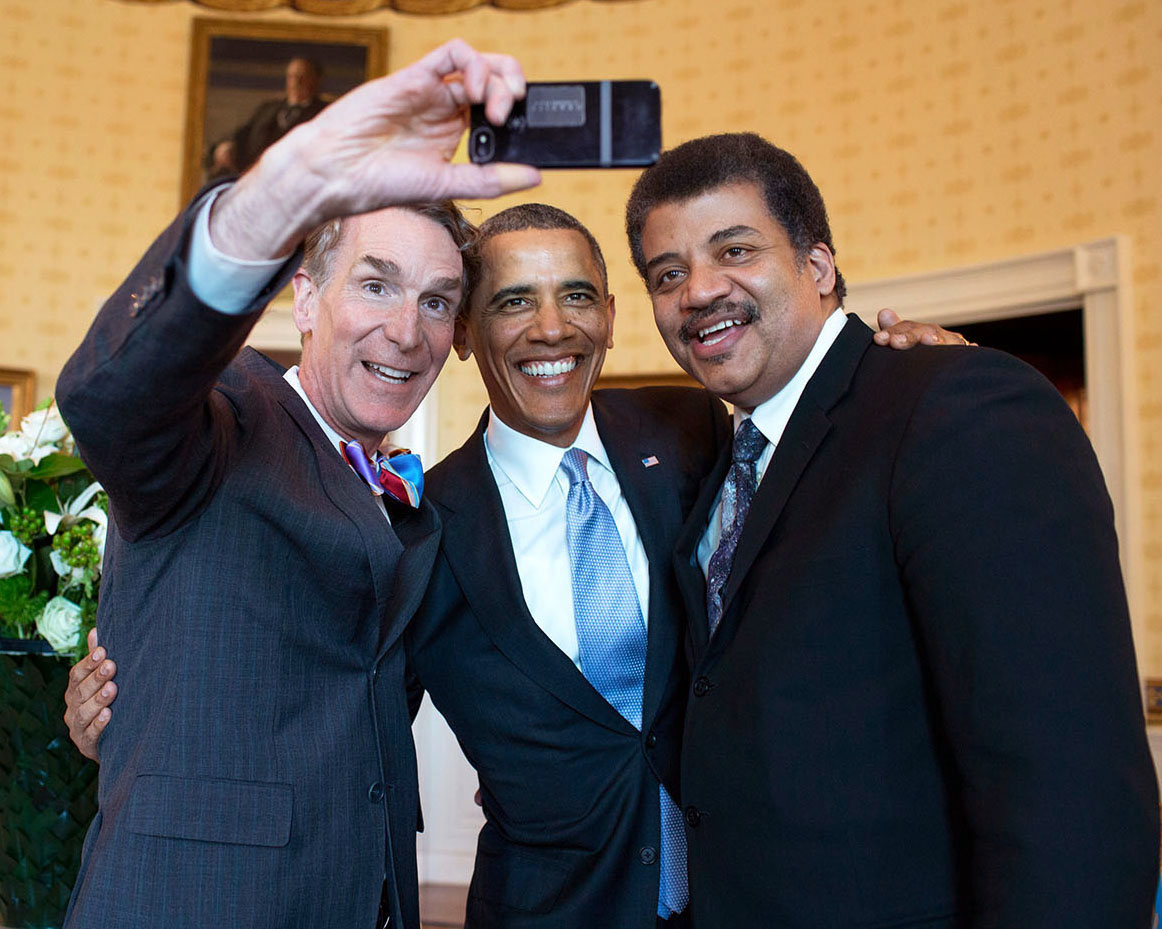
Bill Nye et Neil deGrasse Tyson, 2 des 3 protagonistes de Sir Isaac Newton vs. Bill Nye (10e épisode de la saison 3), posant avec Barack Obama en février 2014.

| 34 | 1   | Adolf Hitler vs. Vader 3              | 7 octobre 2013    | 2:38          | 48,6       | Après avoir échappé au rancor, Adolf Hitler (Lloyd Ahlquist) est sur le point d'être jeté au sarlacc, continuant ainsi la parodie de Star Wars VI avec Dark Vador (Peter Shukoff). Vador est épaulé par Boba Fett (voix de Ray William Johnson et rôle tenu par Atul Singh et Brian Neunhoffer). Hitler arrête ce dernier d'un coup de feu de son Luger. Finalement, Vador, excédé, tranche Hitler en deux au niveau de la taille à l'aide de son sabre laser. Sont aussi présents : Stephen Hawking, Abraham Lincoln (tous les deux déjà interprétés par Nice Peter), Lando Calrissian (Kassem G (en)). |
| 35 | 2   | Blackbeard vs. Al Capone              | 21 octobre 2013   | 2:39          | 55,9       | Barbe noire le pirate des mers (Nice Peter) contre le chef de gangsters de Chicago Al Capone (EpicLLOYD). Xin Wuku incarne Edward Kenway du jeu Assassin's Creed IV: Black Flag. Les différents personnages de pirates et de gangsters sont interprétés par d'autres acteurs de l'équipe ERB. - C'est le premier épisode qui met en valeur un produit publicitaire étranger à ERB. Ici, la franchise Assassins Creed, dans le but de promouvoir la sortie du jeu vidéo Assassin's Creed IV: Black Flag. |
| 36 | 3   | Miley Cyrus vs. Joan of Arc           | 4 novembre 2013   | 2:25          | 73,5       | La chanteuse et actrice américaine Miley Cyrus (Michelle Glavan) défie l'héroïne française Jeanne d'Arc, la « Pucelle d'Orléans » (Jessi Smiles). On peut voir furtivement Nice Peter en Miley Stewart (personnage principal de la série Disney Hannah Montana, joué par Miley Cyrus) et EpicLLOYD en Lilly Truscott (l'amie de Miley Stewart). |
| 37 | 4   | Bob Ross vs. Pablo Picasso            | 18 novembre 2013  | 2:05          | 36         | Bob Ross, le peintre américain et animateur populaire de son émission télévisée The Joy of Painting pour apprendre à peindre (Nice Peter) affronte Pablo Picasso, le peintre espagnol et l'icône de la peinture (EpicLLOYD). Les deux peintres, bien que de caractères opposés, sont également connus pour être prolifiques et peindre rapidement. |
| 38 | 5   | Michael Jordan vs. Muhammad Ali       | 3 décembre 2013   | 2:36          | 52,3       | Le plus charismatique boxeur américain des années 1960 et 1970, Mohamed Ali (Jordan Peele), se mesure au plus grand champion de basket-ball des années 1980 et 1990, Michael Jordan (Keegan-Michael Key). |
| 39 | 6   | Donald Trump vs. Ebenezer Scrooge     | 19 décembre 2013  | 3:26          | 41,8       | La dernière battle de l'année 2013 se présente sous la forme du conte de Noël Un chant de Noël de l'écrivain Charles Dickens (conte dont a été tiré entre autres le film Le Drôle de Noël de Scrooge). L'avare Ebeneezer Scrooge (Zach Sherwin (en), dit « MC Mr Napkins ») est interpellé par le milliardaire Donald Trump (Nice Peter), puis est confronté à une succession de fantômes venus le hanter : le fantôme du passé, sous la forme du financier et banquier américain J.P. Morgan (interprété par EpicLLOYD), le fantôme du présent, figuré par Kanye West (DeStorm Power (en)), et le fantôme du futur : le spectre de la mort, joué par Nice Peter. Les enfants « Ignorance » et « Misère » sont brièvement incarnés par Kai et Naya Berman. |
| 40 | 7   | Rick Grimes vs. Walter White          | 5 mai 2014        | 2:17          | 60,9       | L'adjoint Rick Grimes (Nice Peter), le personnage principal de la série The Walking Dead, affronte Walter White (EpicLLOYD), le personnage principal de la série Breaking Bad, un professeur de chimie devenu dealer de méthamphétamine. En brève apparition de zombie : Amy Bury, Neil Blan, Ray Timmons et Tom Walsh. |
| 41 | 8   | Goku vs. Superman                     | 19 mai 2014       | 1:49          | 82,4       | Le super-héros américain Superman (EpicLLOYD), d'origine kryptonienne, se mesure au Super Saiyan de Dragon Ball Z (série manga japonaise) : Sangoku (Ray William Johnson), maître des arts martiaux. Courte apparition de Nice Peter en Jimmy Olsen (photographe, ami de Superman) et en Krillin (ami de Sangoku). Cette battle, en plus d'opposer deux personnages fictifs censés être les hommes les plus forts de l'univers, peut également être vue comme opposant les comics (avec comme représentant Superman) contre les mangas (avec comme représentant Son Goku). |
| 42 | 9   | Stephen King vs. Edgar Allan Poe      | 2 juin 2014       | 2:27          | 52         | L'écrivain moderne américain de nouvelles d'horreur, maître de l'épouvante, Stephen King (Zack Sherwin), tente d'écraser le poète américain classique et romancier de contes fantastiques Edgar Allan Poe (George Watsky). - Joel Landau du site du New York Daily News décrit la confrontation comme la critique d'un écrivain de récits horrifiques à l'ancienne manière contre la manière moderne, où Poe voit King comme un « poseur ». - Le véritable Stephen King, dans un tweet, s'avoue battu par Poe dans la rap battle. |
| 43 | 10  | Sir Isaac Newton vs. Bill Nye         | 16 juin 2014      | 2:52          | 62,4       | Le philosophe, mathématicien et physicien anglais Isaac Newton (Weird Al Yankovic) contre Bill Nye (Nice Peter), le vulgarisateur scientifique et éducatif des émissions télévisées de Walt Disney. L'influent astrophysicien américain Neil deGrasse Tyson (Chali 2na) s'invite du côté de Nye et conclut la joute verbale. Courte présence d'EpicLLOYD (non crédité) en Carl Sagan, semblable à sa précédente incarnation dans la battle entre A. Einstein et S. Hawking en première saison. |
| 44 | 11  | George Washington vs. William Wallace | 30 juin 2014      | 2:33          | 42,2       | Le chevalier rebelle écossais William Wallace (EpicLLOYD, grimé comme Mel Gibson dans son film Braveheart), légende de l'union écossaise, veut en découdre avec le premier président des États-Unis, George Washington (Nice Peter), icône de la patrie américaine. En figurants américains : Jack Zullo, Mike Elder, Jeff MacKinnon. En figurants écossais : Reynaldo Garnica, Seth Brown, Joey Greer. |
| 45 | 12  | Artists vs. TMNT                      | 14 juillet 2014   | 2:13          | 79,4       | Les artistes de la Renaissance : Léonard de Vinci (Link Neal), Raphaël (Anthony Padilla), Michel-Ange (Ian Hecox) et Donatello (Rhett McLaughlin) combattent les quatre Tortues Ninja éponymes : Leonardo, Raphael, Michelangelo et Donatello (voix de Nice Peter et d'EpicLLOYD). Les 4 Tortues Ninja sont interprétées par EpicLLOYD ; Xin Wuku est la doublure des Tortues dans les cascades. Le décor où évoluent les artistes de la Renaissance s'inspire directement de la fresque L'École d'Athènes. - Cet épisode a le plus de compétiteurs annoncés (8) de toute la série. |

## Saison 4 et bonus (2014-2015)
Il a été prévu une saison d'une douzaine d'épisodes. Les 6 premiers ont été publiés chaque lundi ; les 6 suivantes, les lundis de toutes les deux semaines.
Les nombres de vues sont ceux arrêtés au 12 avril 2019.
| no | Ép. | Titre                                         | Date d'exposition | Durée (min:s) | Vues (Mio) | Compétiteurs et autres protagonistes présents |
| -- | --- | --------------------------------------------- | ----------------- | ------------- | ---------- | --- |
| 46 | 1   | Ghostbusters vs. Mythbusters                  | 10 novembre 2014  | 2:27          | 46         | L'équipe de MythBusters, deux spécialistes qui mettent les mythes à l'épreuve, défie l'équipe de SOS Fantômes (Ghostbusters), des chasseurs professionnels de fantômes. Jamie Hyneman (Nice Peter) et Adam Savage (EpicLLOYD) forment les « MythBusters », Dr. Peter Venkman (Chris Gorbos), Dr. Raymond Stantz (Mark Douglas), Dr. Egon Spengler (Zach Sherwin (en)), et Winston Zeddemore (Walter Downing) sont les membres de SOS Fantômes. Le Bibendum Chamallow du film SOS Fantômes est joué par Taylor Cu et doublé par EpicLLOYD. L'équipe d'appui de MythBusters (la B[uild]-Team) est composée de Tory Belleci (Chris Alvarado), Kari Byron (Mary Gutfleisch), et Grant Imahara (KRNFX (en)) ; elle vient suppléer les deux « MythBusters » dans la battle de rap. Brooke “Dodger” Leigh Lawson joue brièvement Janine Melnitz, la secrétaire des chasseurs dans le film SOS Fantômes. |
| 47 | 2   | Romeo and Juliet vs. Bonnie and Clyde         | 17 novembre 2014  | 3:06          | 43,5       | Roméo Montaigu et Juliette Capulet (Nice Peter et Grace Helbig), le couple romantique de la tragédie de William Shakespeare, défient le couple romantique des hors-la-loi américains au sort tragique : Bonnie et Clyde (Hannah Hart et EpicLLOYD). |
| 48 | 3   | Zeus vs. Thor                                 | 24 novembre 2014  | 3:01          | 37,2       | Zeus (voix de Nice Peter), le dieu suprême de la mythologie grecque, manipulant la foudre, contre Thor (voix d'EpicLLOYD), le dieu du tonnerre et plus important dieu de la mythologie nordique. - Dans cette vidéo, les protagonistes sont tous représentés par des personnages Lego animés selon la technique d'animation en volume. Le décor est essentiellement constitué d'éléments et de briques de Lego. |
| 49 | 4   | Jack the Ripper vs. Hannibal Lecter           | 1 décembre 2014   | 3:06          | 49,4       | Le cannibale tueur en série de fiction, Hannibal Lecter (EpicLLOYD), est défié par le mystérieux tueur en série de l'époque victorienne, Jack l'Éventreur (Dan Bull). David Thornhill Jr. joue le bref rôle de l'aide-soignant Barney Matthews. L'épisode se termine par un jump scare hurlant. |
| 50 | 5   | Oprah Winfrey vs. Ellen DeGeneres             | 8 décembre 2014   | 2:49          | 39,1       | La productrice philanthrope, animatrice de talk show et actrice Oprah Winfrey (November Christine) rivalise avec son amie gay, animatrice de talk show et actrice Ellen DeGeneres (Lauren Flans). En silhouette : Atul Singh joue le compagnon d'Oprah et affairiste Stedman Graham, et EpicLLOYD tient le rôle de l'animateur télé et ancien psychologue Dr. Phil (voix de Nice Peter). |
| 51 | 6   | Steven Spielberg vs. Alfred Hitchcock         | 15 décembre 2014  | 3:59          | 58,2       | Le réalisateur, scénariste et producteur de films à sensation, Steven Spielberg (Nice Peter) est en duel avec le réalisateur, scénariste et producteur de films à suspense, Alfred Hitchcock (EpicLLOYD). Pendant le battles, les autres réalisateurs, scénaristes et producteurs Quentin Tarantino (WAX), Stanley Kubrick (Rugglesoutbound) et Michael Bay (Nice Peter) font irruption l’un après l’autre. |
| 52 | 7   | Lewis and Clark vs. Bill and Ted              | 25 mai 2015       | 2:53          | 20         | Les explorateurs américains Lewis (Link Neal) et Clark (Rhett McLaughlin) contre les deux cancres de la série cinématographique et télévisée Bill & Ted : Bill Preston (EpicLLOYD) et Ted Logan (Nice Peter), voyageant dans le temps et ramenant des personnages historiques pour leur exposé d'histoire. Autres célébrités dans cette battle : Sacagawea (Michelle Maloney), la guide amérindienne shoshone de l'expédition Lewis et Clark, Rufus de la série Bill & Ted (Sam Macaroni), et un ours (Mike Betette). Le hors-la-loi Billy the Kid, le philosophe grec Socrate (non crédités) apparaissent furtivement. Figurent aussi brièvement d'anciennes personnalités des épisodes précédents, dont Napoléon Bonaparte (EpicLLOYD), Ludwig van Beethoven (Nice Peter), Genghis Khan (EpicLLOYD), Abraham Lincoln (Nice Peter), et Jeanne d'Arc (Jessie Smiles).                            |
| 53 | 8   | David Copperfield vs. Harry Houdini           | 8 juin 2015       | 2:20          | 17,5       | L'illusionniste et prestidigitateur américain David Copperfield (Nice Peter) essaye de désillusionner prestement le prestidigitateur et cascadeur hongrois Harry Houdini (EpicLLOYD). En invités : Dante Cimadamore joue le rôle de Criss Angel, le magicien et illusionniste américain ; Josie Ahlquist (la femme d'EpicLLOYD) incarne la femme de Houdini, Bess Houdini (en) ; Lauren Francesca joue l'assistante de David Copperfield (Chloe Gosselin, l'épouse de David Copperfield) ; et Tony Clark, l'agent de police. |
| 54 | 9   | Terminator vs. RoboCop                        | 22 juin 2015      | 3:08          | 39,2       | Le cyborg officier de police RoboCop (Nice Peter) se frotte à l'androïde du futur Terminator (EpicLLOYD). L'acteur Arnold Schwarzenegger (lui-même dans son rôle) termine la rencontre. - La battle introduit une bande-annonce pour le film Terminator: Genisys. C'est la seconde fois que ERB inclut une publicité hors celle pour ses propres productions. |
| 55 | 10  | Eastern Philosophers vs. Western Philosophers | 6 juillet 2015    | 4:19          | 45,2       | Les philosophes chinois Confucius (MC Jin), Sun Tzu (Timothy DeLaGhetto (en)) et Lao Tseu (KRNFX (en)) échangent leurs propos contre les philosophes européens (grec) Socrate (EpicLLOYD), (l'Allemand) Friedrich Nietzsche (Nice Peter) et le Français Voltaire (Zach Sherwin (en)). Le chaos finit par gagner tous les philosophes. - cet épisode est la première battle de cette saison avec l'échange verbal le plus long (3 min 36 s). Le titre s'inspire de la rivalité East Coast/West Coast des rappeurs. |
| 56 | 11  | Shaka Zulu vs. Julius Caesar                  | 20 juillet 2015   | 2:17          | 35         | Jules César (Nice Peter), l'empereur et dictateur des Romains, lance ses forces contre Chaka zoulou (DeStorm Power (en)), le roi fondateur des Zoulous. Klarity incarne les guerriers zoulous. EpicLLOYD figure les soldats romains. |
| 57 | 12  | Jim Henson vs. Stan Lee                       | 3 août 2015       | 5:31          | 35,6       | Stan Lee (EpicLLOYD), le scénariste, réalisateur et producteur, ancien directeur de Marvel Comics, s'anime contre Jim Henson (Nice Peter), grand marionnettiste du Muppet Show, lui aussi réalisateur et producteur. Walt Disney (Zach Sherwin (en)), magnat de l'animation, vient les « posséder » dans son armée d'employés. Mary Doodles (en) figure les animateurs à la fin de l'épisode. - Avec 5 minutes et demi (mais avec 3 min 20 s seulement entre les protagonistes), c'est le plus long épisode depuis le début de la série. |

- Battle en bonus (2015)

Le bonus est mis en ligne le mois de Noël
| no | Ép.   | Titre                  | Date d'exposition | Durée (min:s) | Vues (Mio) | Compétiteurs et autres protagonistes présents |
| -- | ----- | ---------------------- | ----------------- | ------------- | ---------- | --- |
| 58 | Bonus | Deadpool vs. Boba Fett | 16 décembre 2015  | 2:47          | 65,7       | Boba Fett, le chasseur de primes de la saga Star Wars (Ivan “Flipz” Velez, voix par Nice Peter) combat Deadpool, l'antihéros mercenaire des bandes dessinées américaines Marvel Comics (Robert Hoffman, voix par EpicLLOYD). Aussi : Edward Vilderman, Dante Cimadamore, EpicLLOYD, et Forrest Whaley en combattants des rues. Nice Peter et EpicLLOYYD sont en soldats de la Rébellion. |

## Saison 5 (2016-2017)
La fréquence d'apparition des épisodes est d'environ deux semaines. La saison comporte deux parties séparées par un temps.
Les nombres de vues sont ceux arrêtés au 12 avril 2019.
| no | Ép. | Titre                                     | Date d'exposition | Durée (min:s) | Vues (Mio) | Compétiteurs et autres protagonistes présents |
| -- | --- | ----------------------------------------- | ----------------- | ------------- | ---------- | --- |
| 59 | 1   | J. R. R. Tolkien vs. George R. R. Martin  | 2 mai 2016        | 2:49          | 29,2       | L'écrivain anglais J. R. R. Tolkien (Nice Peter) auteur de la saga Le Seigneur des anneaux s'oppose avec une énergie fantastique à l'écrivain et scénariste américain George R. R. Martin (EpicLLOYD) créateur de la saga Le Trône de fer, qui a inspiré la série télévisée Game of Thrones. Autres protagonistes : Rudy Fermin, Ricky Mammone et Ceciley Jenkins incarnent les personnages de la série Le Trône de fer, respectivement : Jon Snow, Hodor et Daenerys Targaryen (nommé Khalessi). Joey Greer joue le guerrier humain et l'orc. Sulai Lopez et Shaun Lewin jouent les elfes. Dante Cimadamore fait les membres du groupe de rock Led Zeppelin : John Bonham, John Paul Jones et Jimmy Page. EpicLLOYD joue aussi le personnage de Mikey Walsh du film Les Goonies. |
| 60 | 2   | Gordon Ramsay vs. Julia Child             | 18 mai 2016       | 3:16          | 30,7       | Deux grands chefs cuisiniers s'opposent dans cet épisode : Gordon Ramsay (EpicLLOYD), l'écossais et star des émissions télévisées MasterChef et Cauchemar en cuisine ; de l'autre, l'Américaine Julia Child (Mamrie Hart (en)), adepte de la cuisine française, célèbre pour ses livres de cuisine et égérie des émissions télévisées The French Chef. En plus : Michelle Maloney, Layne Pavoggi, Yev Belilovskiy, Ceciley Jenkins, et Jay Houn font partie de l'équipe de Ramsay. Felicia Folkes, Sulai Lopez, Dante Cimadamore et Mike Betette sont les membres de l'« équipe bleue » de la série Cauchemar en cuisine. |
| 61 | 3   | Frederick Douglass vs. Thomas Jefferson   | 30 mai 2016       | 3:22          | 21,2       | L'abolitionniste américain et homme politique Frederick Douglass (J. B. Smoove) s'exprime noir sur blanc à la face du troisième président des États-Unis d'Amérique, Thomas Jefferson (Nice Peter), un peu pâle après l'avoir traité verbalement. Des figures importantes de l'Amérique sont évoquées, déjà présentées dans de précédents épisodes : Marilyn Monroe (Kimmy Gatewood), Babe Ruth (EpicLLOYD), Benjamin Franklin (EpicLLOYD), Barack Obama (Iman Crosson), Thomas Edison (EpicLLOYD), Clint Eastwood (EpicLLOYD), Elvis Presley (EpicLLOYD), Hulk Hogan (Nice Peter). |
| 62 | 4   | James Bond vs. Austin Powers              | 14 juin 2016      | 4:15          | 39,8       | L'agent secret 007 de fiction James Bond, britannique né de père écossais, essaye de doubler son double parodique britannique Austin Powers (Nice Peter), et se dédouble en ses deux acteurs les plus marquants de la série : Daniel Craig (Ben Atha), et Sean Connery (EpicLLOYD). La battle se termine entre les deux Bond. Autres protagonistes : Samantha Kellie, Sulai Lopez et Dante Cimadamore dans le groupe de musique fictif Ming Tea (en) (décrits comme gogo dancers) |
| 63 | 5   | Bruce Banner vs. Bruce Jenner             | 29 juin 2016      | 3:32          | 15,7       | Bruce Banner (EpicLLOYD), héros de Marvel Comics, qui se transforme en Hulk (Mike O’Hearn) quand il est en colère, développe un discours chargé contre le transgenre ancien champion olympique de décathlon Bruce Jenner (Nice Peter) devenu Caitlyn Jenner (NoShame). À la moitié de la battle, les deux protagonistes se transforment. Cette battle arrive au plus fort du débat de la transidentité et a le taux de désapprobation le plus élevé de tous les épisodes. |
| 64 | 6   | Alexander the Great vs. Ivan the Terrible | 12 juillet 2016   | 4:29          | 37,1       | Le tsar de Russie Ivan le Terrible (Nice Peter) se mesure à Alexandre le Grand de Macédoine (Zach Sherwin (en)). Ivan, dans sa fourberie, tue Alexandre en lui offrant une boisson empoisonnée, cependant Frédéric le Grand (EpicLLOYD), roi de Prusse, le remplace. Ivan essaie de l'étrangler mais il meurt à peine assis dans son fauteuil. Le général romain Pompée le Grand (Mike Betette) se jette dans la bataille, pour être brutalement décapité par l'impératrice Catherine II la Grande de Russie (Meghan Tonjes). En plus : Illjaz Jusufi et Burim Jusufi jouent les danseurs de Catherine II de Russie. Apparaissent furtivement les personnages de l'épisode final de la deuxième saison : Mikhaïl Barychnikov (PewDiePie), Raspoutine (Nice Peter), Vladimir Lénine (Nice Peter), Mikhaïl Gorbatchev (EpicLLOYD), Vladimir Poutine (Nice Peter) et Joseph Staline (EpicLLOYD). - De toute la série, cet épisode a la battle la plus longue entre les cinq protagonistes : 4 minutes. Cette battle conclut la première partie de la saison. |
| 65 | 7   | Donald Trump vs. Hillary Clinton          | 26 octobre 2016   | 4:34          | 70,8       | Les finalistes de l'élection présidentielle des États-Unis en 2016 débattent une ultime fois : le candidat républicain Donald Trump (EpicLLOYD) contre la candidate démocrate Hillary Clinton (Kimmy Gatewood). Abraham Lincoln (Nice Peter) surgit à nouveau du passé des serres de l'aigle américain pour les admonester vertement. Josh Best joue brièvement un agent secret au service du gouvernement américain. |
| 66 | 8   | Ash Ketchum vs. Charles Darwin            | 14 novembre 2016  | 2:24          | 24,6       | La génération Pokémon avec Sacha, ou Ash Ketchum en V.O., (Brian Walters) évolue face à la génération scientifique avec Charles Darwin (Nice Peter). EpicLLOYD apparaît sous les traits d'Ash Williams, le protagoniste de Evil Dead. Mary Gutfleisch et Dante Cimadamore jouent respectivement les personnages Pokémon de Jessie et James de la Team Rocket. Les différentes phases de la Marche du Progrès sont interprétées par Dante Cimadamore. |
| 67 | 9   | Wonder Woman vs. Stevie Wonder            | 28 novembre 2016  | 2:33          | 25,1       | Stevie Wonder (T-Pain), le chanteur de soul et de rhythm and blues de la Motown, aveugle peu après sa naissance, se demande s'il va en mettre plein la vue à l'éblouissante Wonder Woman (Lilly Singh), super-héroïne de DC Comics. Les femmes et enfants de Stevie Wonder sont joués par Lilly Singh. Nice Peter interprète brièvement Batman. |
| 68 | 10  | Tony Hawk vs. Wayne Gretzky               | 12 décembre 2016  | 2:50          | 12         | Le champion de skateboard américain Tony Hawk (Nice Peter) casse la glace avec l'ancien champion canado-américain de hockey sur glace Wayne Gretzky (Zach Sherwin (en)). Bobby Orr (EpicLLOYD), Canadien, autre joueur renommé de hockey sur glace, se glisse dans la battle le temps d'un saut. |
| 69 | 11  | Theodore Roosevelt vs. Winston Churchill  | 26 décembre 2016  | 3:09          | 30,2       | Theodore Roosevelt (EpicLLOYD), l'un des quatre plus remarquables présidents des États-Unis, sonne la charge contre Winston Churchill (Dan Bull), le sauveur de la Grande-Bretagne lors de la Seconde Guerre mondiale. Les trois autres présidents, Abraham Lincoln, George Washington et Thomas Jefferson, sont brièvement joués par Nice Peter. Javi Sanchez-Blanco joue John Schrank (en), qui a tenté de tuer Roosevelt. |
| 70 | 12  | Nice Peter vs. EpicLLOYD 2                | 9 janvier 2017    | 3:31          | 13,5       | Nice Peter et EpicLLOYD se disputent à nouveau (épisode final de la saison). Derrière EpicLLOYD, apparaît brièvement l'équipe frustrée d'ERB2 formée par Atul Kumar Singh, Matthew Schlissel, Shaun Lewin, Brittany White, Ashlyn McIntyre, Morgan Christensen, et Sulai Lopez. |

## Saison 6 et bonus (2018-2019-2020)
Les nouveaux battles commencent au printemps de l'année 2019.
Les nombres de vues sont ceux arrêtés au 1er décembre 2023.
| no | Ép.   | Titre                         | Date d'exposition | Durée (min:s) | Vues (Mio) | Compétiteurs et autres protagonistes présents |
| -- | ----- | ----------------------------- | ----------------- | ------------- | ---------- | --- |
| 71 | Bonus | Elon Musk vs. Mark Zuckerberg | 7 décembre 2018   | 2:42          | 36         | Le PDG et créateur de Facebook, Mark Zuckerberg (Nice Peter), contre le PDG et créateur de multiples entreprises dont Tesla et SpaceX, Elon Musk (EpicLLOYD), à la conquête de l'espace virtuel et réel. Aussi : EpicLLOYD en capitaine Jean-Luc Picard et en sénatrice Dianne Feinstein. |

Le rythme de diffusion est d'un épisode à chaque mois :
| no | Ép. | Titre                               | Date d'exposition | Durée (min:s) | Vues (Mio) | Compétiteurs et autres protagonistes présents |
| -- | --- | ----------------------------------- | ----------------- | ------------- | ---------- | --- |
| 72 | 1   | Freddy Krueger vs. Wolverine        | 20 avril 2019     | 3:22          | 19         | Le tueur en série de fiction, Freddy Krueger (Wax (rappeur) (en)) griffe le super-héros de Marvel, Wolverine (EpicLLOYD), qui lui répond d'un ton tranchant. Nice Peter joue brièvement Edward aux mains d'argent et Atul Singh joue Jason Voorhees. |
| 73 | 2   | Guy Fawkes vs. Che Guevara          | 4 mai 2019        | 2:41          | 27         | Le révolutionnaire marxiste et internationaliste argentin et cubain, l’icône du XXe siècle, Che Guevara (Rob Rico) envoie un ultimatum à l’artisan de la conspiration des Poudres, Guy Fawkes (Nice Peter). EpicLLOYD fait une courte apparition en tant que J.P. Morgan. |
| 74 | 3   | Ronald McDonald vs. The Burger King | 8 juin 2019       | 3:0           | 26         | Deux mascottes de fast-food s'opposent dans cet épisode : Ronald McDonald (Nice Peter), le clown et l'ambassadeur de McDonald's en remonte au roi The King, l'emblème de Burger King (EpicLLOYD). C'est alors que la mascotte Wendy (MC Goldiloxx) de la chaîne Wendy's s'invite au menu. Atul Singh incarne brièvement l'enfant abandonné. |
| 75 | 4   | George Carlin vs. Richard Pryor     | 13 juillet 2019   | 4:21          | 14         | Le scénariste, humoriste et acteur George Carlin (Nice Peter) provoque l’humoriste, scénariste et acteur Richard Pryor (Zeale). Pendant le battle, interviennent Bill Cosby (Gary Anthony Williams), Joan Rivers (Jackie Tohn) ainsi que Robin Williams (EpicLLOYD) qui sort de la lampe d'Aladin. Chacun de ces grands comiques du stand-up se confronte l'un après l'autre. À la façon des battles « Raspoutine contre Staline », «Donald Trump contre Ebeneezer Scrooge», « Steven Spielberg contre Alfred Hitchcock » et « Alexandre le Grand contre Ivan le Terrible ». |
| 76 | 5   | Jacques Cousteau vs. Steve Irwin    | 17 août 2019      | 2:41          | 12         | Jacques-Yves Cousteau, l'officier de la Marine national, le Commandant de la Calypso explorateur océanographique et réalisateur français (Nice Peter) connu pour ses nombreux films et séries documentaires sur la faune et la flore sous-marines, s'aventure sur le territoire du « chasseur de crocodile » Steve Irwin, conservateur australien de parc zoologique (EpicLLOYD), connu pour The Crocodile Hunter, série documentaire sur la faune et la flore australiennes.                                                                                                |
| 77 | 6   | Mother Teresa vs. Sigmund Freud     | 21 septembre 2019 | 2:44          | 15         | Le neurologue autrichien et fondateur de la psychanalyse, Sigmund Freud (Nice Peter), analyse en pontifiant la religieuse et missionnaire catholique indienne d’origine albanaise, Mère Teresa (Cara Francis). |
| 78 | 7   | Vlad the Impaler vs. Count Dracula  | 25 octobre 2019   | 3:16          | 14         | Le comte Dracula (Nice Peter) aspire à glacer le sang du prince de Valachie, Vlad III l'Empaleur (EpicLLOYD). Morgan Christensen joue le rôle de Renfield. |
| 79 | 8   | The Joker vs. Pennywise             | 23 novembre 2019  | 4:02          | 41         | Ça (EpicLLOYD), le clown psychopathe de Derry, célèbre pour son ballon rouge, se rit follement du Joker (Nice Peter), le clown psychopathe de Gotham City, célèbre pour ses farces sanglantes. Nice Peter, EpicLLOYD et Lilly Singh font une brève apparition en tant que Batman, Superman et Wonder Woman. |
| 80 | 9   | Thanos vs. J. Robert Oppenheimer    | 18 décembre 2019  | 3:22          | 32         | J. Robert Oppenheimer, le physicien américain surnommé le « Père de la bombe atomique » (Nice Peter), désintègre Thanos, le super-méchant destructeur d'univers de Marvel (EpicLLOYD). |
| 81 | 10  | Donald Trump vs. Joe Biden          | 24 octobre 2020   | 3:48          | 29         | Le candidat démocrate Joe Biden (Nice Peter) contre le 45e président des États-Unis et candidat républicain Donald Trump (EpicLLOYD) lors de l'élection présidentielle américaine de 2020. Les deux hackers russes sont joués par Nice Peter et EpicLLOYD. La phrase finale « You decide », dite par Nice Peter, est changée en « You literally decide » (« Vous choisissez littéralement, pour de vrai ») à l'occasion du vote pour le nouveau président. |
| 82 | 11  | Harry Potter vs. Luke Skywalker     | 5 décembre 2020   | 4:34          | 15         | Le chevalier jedi de la saga Star Wars, Luke Skywalker (voix de Nice Peter), contre Harry Potter (voix de Dave Brown), le sorcier de Poudlard de la saga Harry Potter. Les Frères Weasley (The Jackpot Golden Boys) font une courte apparition. |

## Saison 7 (2021-?)
Les nombres de vues sont ceux arrêtés au 6 novembre 2024.
| no | Ép. | Titre                                     | Date d'exposition | Durée (min:s) | Vues (Mio) | Compétiteurs et autres protagonistes présents |
| -- | --- | ----------------------------------------- | ----------------- | ------------- | ---------- | --- |
| 83 | 1   | Ragnar Lodbrok vs. Richard the Lionheart  | 14 juin 2021      | 3:43          | 9,3        | Ragnar Lodbrok (EpicLLOYD), le viking légendaire, essaye de couper la tête de Richard Cœur de Lion (Nice Peter), le roi d'Angleterre. - Ce battle est sponsorisé par le jeu Rise of Kingdoms. |
| 84 | 2   | Jeff Bezos vs. Mansa Musa                 | 27 novembre 2021  | 4:37          | 8,9        | Jeff Bezos (EpicLLOYD), le multi-milliardaire américain et fondateur d'Amazon, vu comme l'homme le plus riche au monde fin 2017, contre Mansa Moussa (Scru Face Jean), le « roi des rois » de l'empire du Mali, considéré comme l'homme le plus riche de toute l'histoire du monde. - Cet épisode est parrainé par le service de réseau privé virtuel NordVPN.  |
| 85 | 3   | John Wick vs. John Rambo vs. John McClane | 18 décembre 2021  | 4:24          | 12         | Les trois John « survivants » et durs à cuire : John Wick (Zach Sherwin), John Rambo (Nice Peter) et John McClane (EpicLLOYD) se retrouvent dans une « impasse mexicaine ». Le colonel de la série Rambo, Sam Trautman, est interprété brièvement par Josh Best.                                                                                                |
| 86 | 4   | Lara Croft vs. Indiana Jones              | 25 octobre 2022   | 4:24          | 7,8        | Les archéologues aventuriers Lara Croft (Croix Provence), de Tomb Raider et Indiana Jones (Nice Peter), de la saga de même nom s'évaluent pour savoir qui d'entre eux est la plus vieille ruine archéologique à explorer. Avec EpicLLOYD : Mutt Williams, et Atul Singh : l'homme au sabre. - L'épisode est subventionné par le jeu vidéo RAID: Shadow Legends. |
| 87 | 5   | Henry Ford vs. Karl Marx                  | 1 décembre 2023   | 3:13          | 7,4        | L'industriel capitaliste Henry Ford (Nice Peter) et le philosophe théoricien de la révolution socialiste et communiste Karl Marx (EpicLLOYD) cherchent à mettre fin à l'histoire (de l'autre). |
| 88 | 6   | Godzilla vs. King Kong                    | 23 février 2024   | 3:56          | 5,7        | Godzilla (Nice Peter) et King Kong (EpicLLOYD) dans un battle monstreux. Nice Peter et EpicLLOYD utilisent la capture de leurs mouvements pour animer les deux protagonistes en 3D. En plus : les monstres Rodan, Mothra et Mechagodzilla apparaissent animés en arrière-plan.                                                                                  |
| 89 | 7   | Donald Trump vs. Kamala Harris            | 26 octobre 2024   | 5:25          | 4,2        | Kamala Harris (Kimberly Michelle Vaughn), la candidate démocrate, débat contre Donald Trump (EpicLLOYD), le candidat républicain, en vue de l'élection présidentielle américaine de 2024. Theodore Roosevelt (EpicLLOYD), descendu d'un élan ailé, les interrompt. Brève apparition dans le battle de Joe Biden (Nice Peter).                                   |
| 90 | 8   | Napoleon vs. Charlemagne                  | 12 février 2025   | 3:16          | -          | Les deux plus importants empereurs de la France s'emportent de façon magistrale dans cet épisode : Charlemagne (EpicLLOYD), roi des Francs, affronte Napoléon Ier (Nice Peter), empereur des Français. - Cet épisode est subventionné par le jeu vidéo Civilization VII.                                                                                        |